# MG HS
MG HS – samochód osobowy typu SUV klasy średniej produkowany pod brytyjsko-chińską marką MG od 2018 roku. Od 2024 roku produkowana jest druga generacja modelu.

## Pierwsza generacja

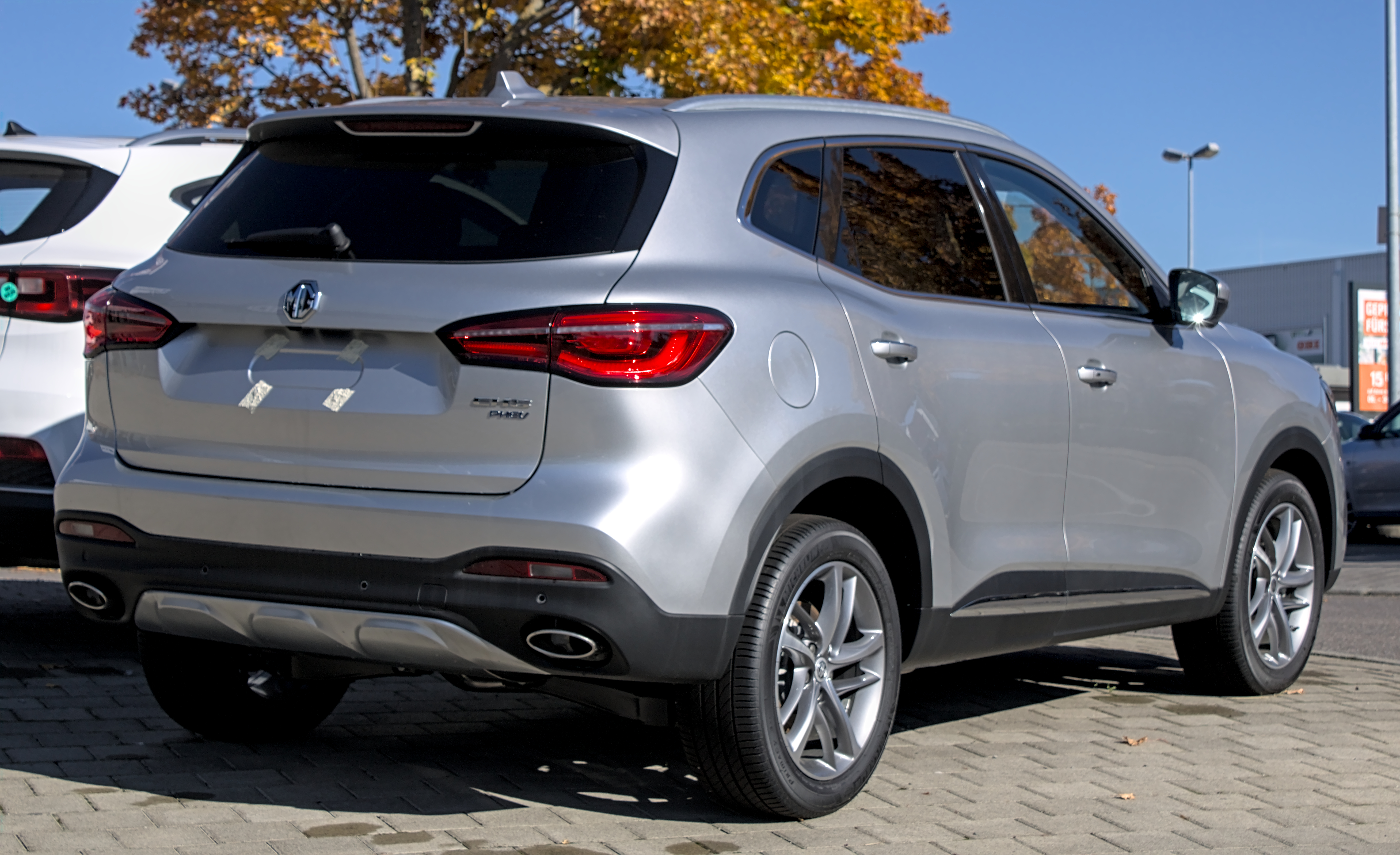
MG HS I - tył

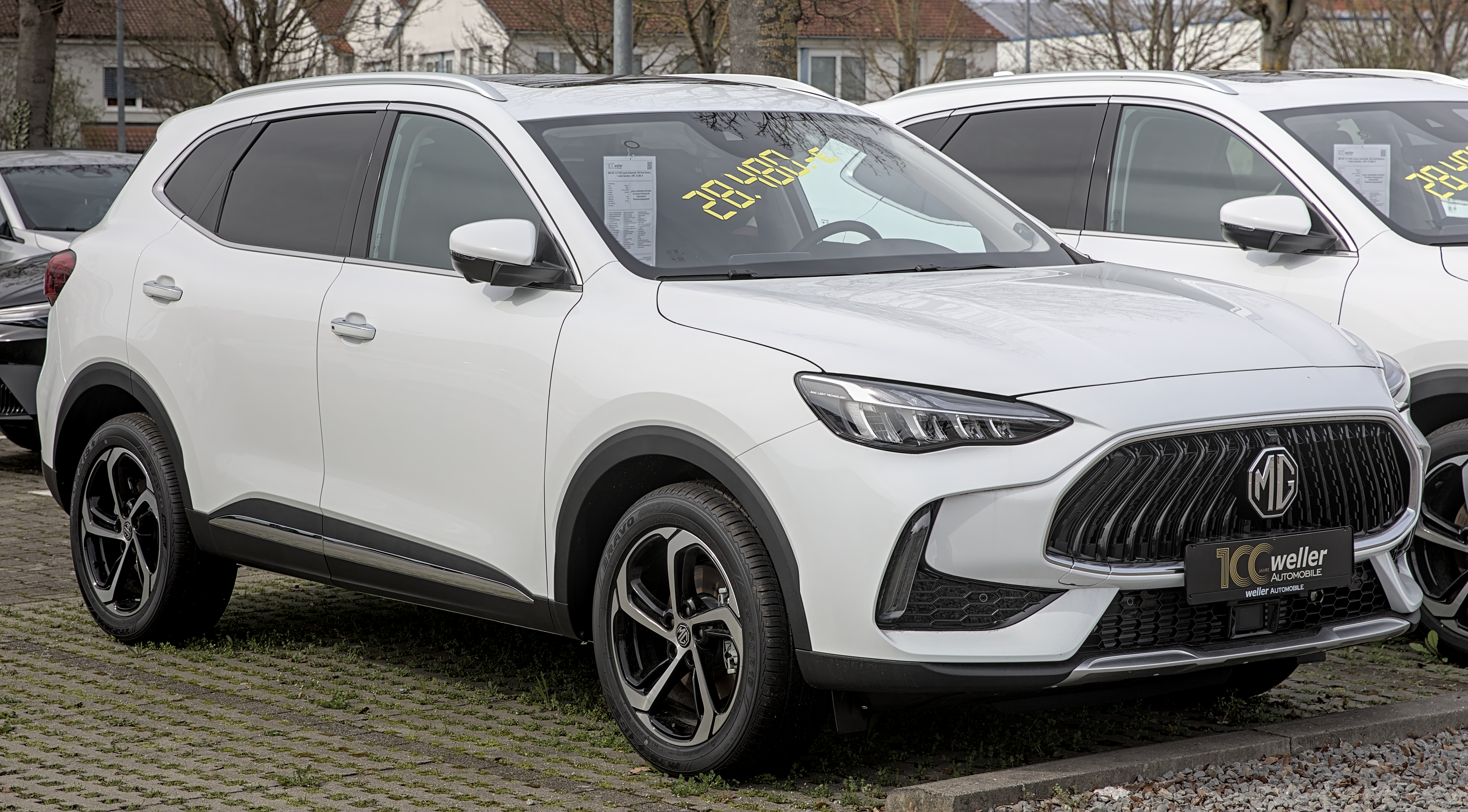
MG HS I po liftingu

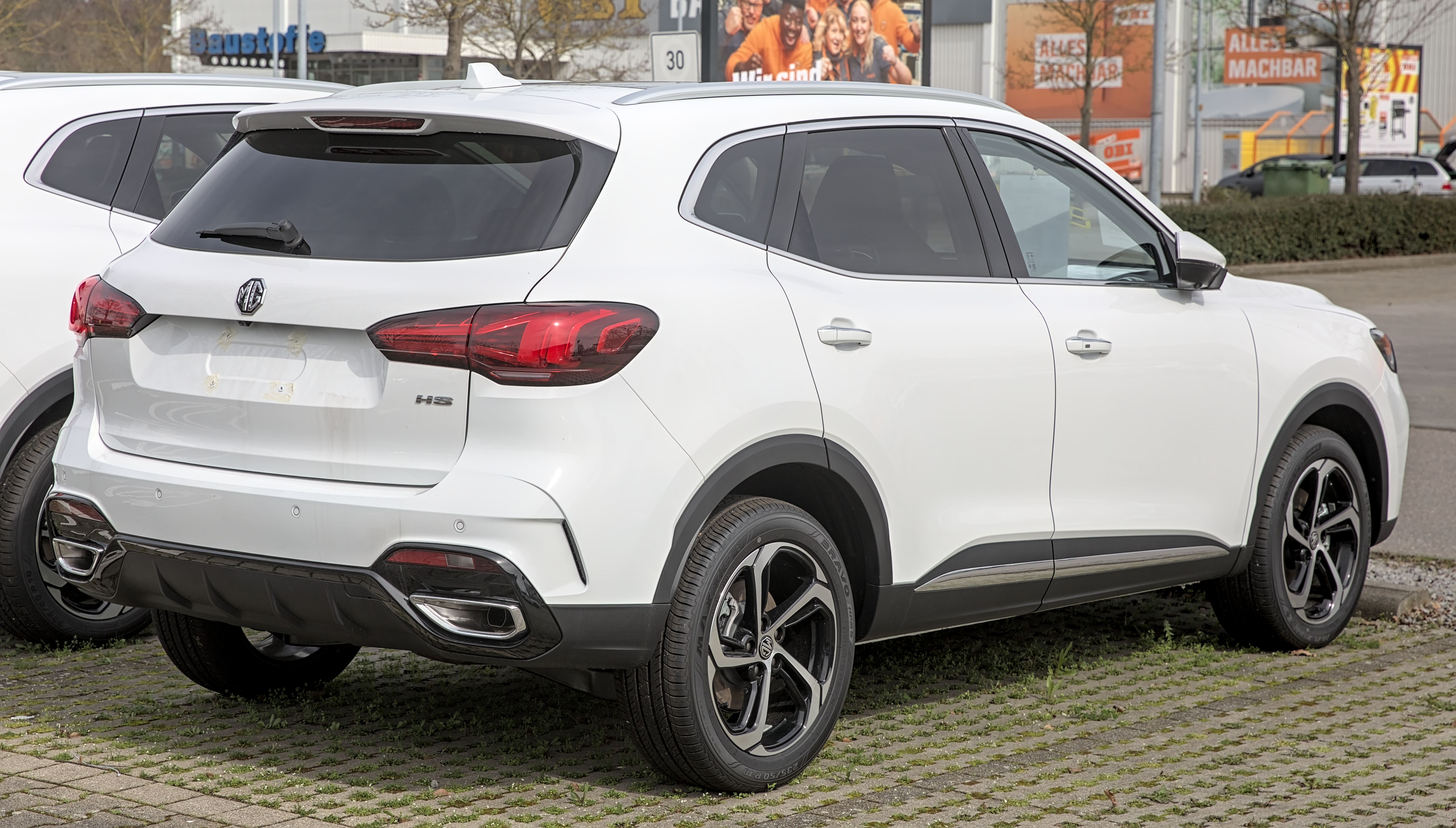
MG HS I - tył po liftingu

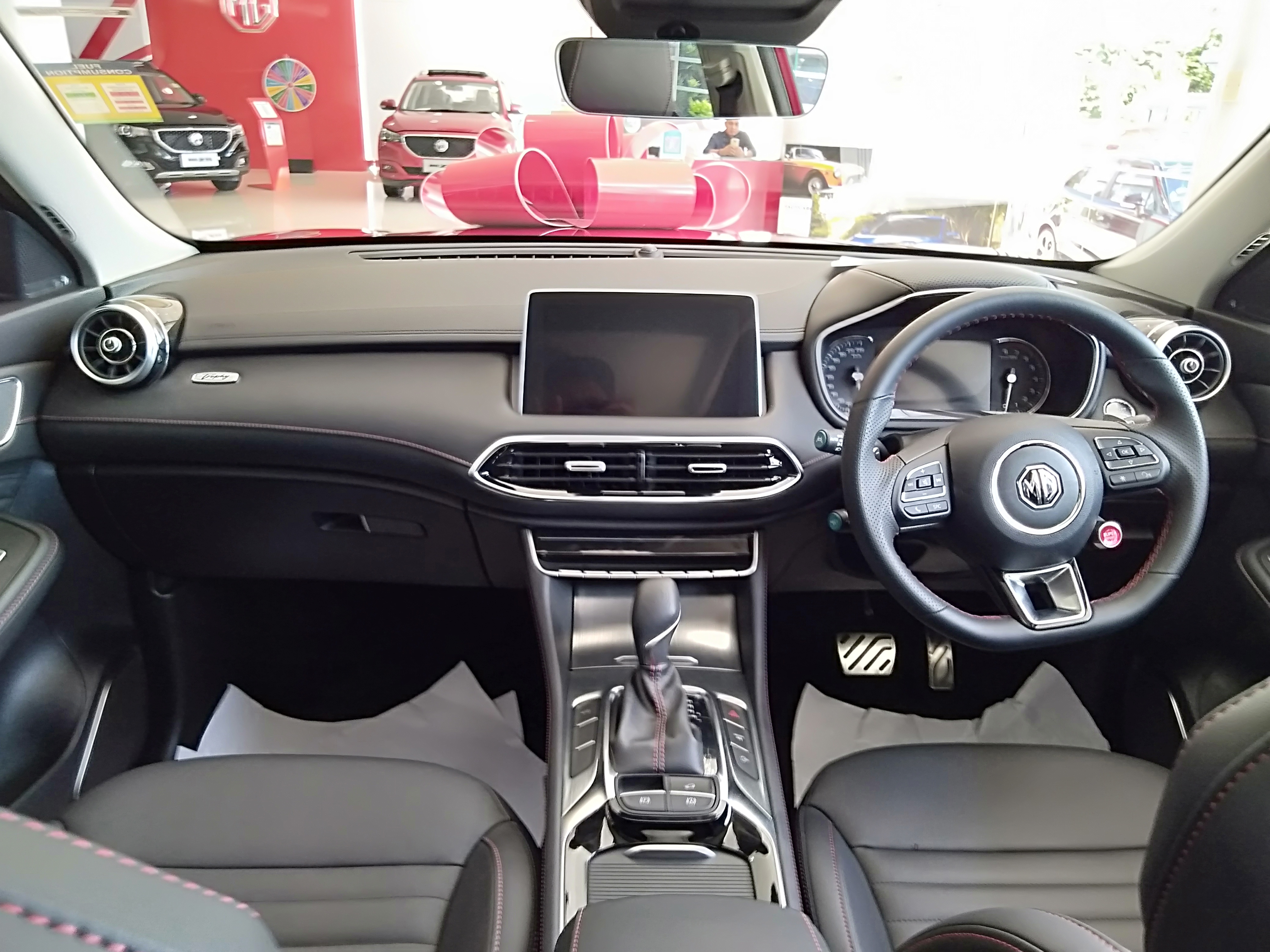
MG HS I - kokpit

MG HS I został zaprezentowany po raz pierwszy w 2018 roku.
Studyjną zapowiedzią nowego, dużego SUV-a utrzymanego w nowym kierunku stylistycznym brytyjsko-chińskiego producenta był prototyp MG X-Motion Concept, którego premiera odbyła się w kwietniu 2018 roku podczas wystawy samochodowej Beijing Auto Show. Produkcyjny model pod nazwą MG HS zaprezentowany został w sierpniu 2018 roku podczas prezentacji w Chinach jako kolejny model z charakterystyczną stylizacją pasa przedniego po modelach 6 i ZS. Agresywnie stylizowane reflektory połączono z chromowaną obwódką dużej, czworokątnej atrapy chłodnicy o gwieździstym wypełnieniu.
W kabinie pasażerskiej MG zastosował wzornictwo oparte na zastosowaniu materiałów o różnej barwie i fakturze, łącząc m.in. skórę i aluminium. Konsolę centralną o horyzontalnym układzie przyrządów zdominował umieszczony w górnej części wyświetlacz systemu multimedialnego o przekątnej 10,1-cala, z kolei zegary zastąpił kolejny wyświetlacz o przekątnej 12,3-cala.
Pod kątem technicznym MG HS zbudowane zostało na wspólnej platformie z modelem Roewe RX5, poza płytą podłogową i rozwiązaniami technicznymi dzieląc z nim także gamę jednostek napędowych. Znalazły się w niej dwa silniki benzynowe: o pojemności 1.5l oraz 2.0l rozwijające kolejno 170 KM i 220 KM.

### HS PHEV
W 2019 roku gamę wariantów napędowych MG HS poszerzył wariant hybrydowy typu plug-in, w zależności od rynku oferowany jako MG HS PHEV lub MG EHS. Utworzył on silnik benzynowy o pojemności 1.5l o mocy 160 KM i 120-konny silnik elektryczny, razem rozwijając 245 KM mocy i 370 Nm maksymalnego momentu obrotowego. Dzięki baterii umożliwiającej ładowanie z gniazdka, hybrydowe MG HS może przejechać do 52 kilometrów w trybie elektrycznym. Na rynku europejskim oferowana jest wyłącznie ta odmiana napędowa, gdzie nosi nazwę MG EHS.

### Lifting
We wrześniu 2020 roku MG przedstawiło HS-a po gruntownej modernizacji, dostosowanej do najnowszego języka stylistycznego trzeciej generacji. Podobnie jak sedan MG 5, samochód zyskał bardziej awangardowo stylizowany pas przedni z nisko osadzonym wlotem powietrza w kształcie odwróconego trapezu, a także agresywniej stylizowane reflektory oraz przeprojektowane lampy tylne wraz ze zmodyfikowanym zderzakiem. Nieznacznie zmiany wizualne wdrożono także zmiany w układzie przycisków w kabinie pasażerskiej. W pierwszej kolejności samochód zadebiutował na rynku chińskim, gdzie zmienił on przy okazji nazwę na MG Pilot. Zmodernizowany model na rynkach eksportowych trafił do sprzedaży dopiero półtora roku później, poczynając od Tajlandii w marcu 2022, a następnie Europy i Australii ponad rok później, w kwietniu 2023.

### Sprzedaż
MG HS zbudowane zostało jako samochód globalny, docelowo przeznaczony do ekspansji na nowe rynki zbytu i w dotychczasowej ofercie zastępujący model GS. Poza rynkiem chińskim, gdzie sprzedaż pojazdu rozpoczęła się w czwartym kwartale 2018 roku, MG HS trafiło w 2019 roku do sprzedaży także w Wielkiej Brytanii, Tajlandii, a także Australii i Nowej Zelandii. W 2020 roku MG HS poszerzyło zasięg rynkowy o kolejne państwa, wśród których znalazła się Indonezja, Brunei, Pakistan, Meksyk, Chile a także po raz pierwszy także kraje Europy Zachodniej inne niż Wielka Brytania: Holandia czy Francja. Na początku 2023 roku samochód wzbogacił także ofertę w Czechach, a w styczniu stał się najpopularniejszym nowym samochodem na rynku brytyjskim z 3481 sprzedanymi egzemplarzami. Na przełomie 2023 i 2024 roku samochód trafił do oficjalnej dystrybucji w kolejnym dużym środkowoeuropejskim rynku - Polsce.

### Silniki
- R4 1.5l Turbo 168 KM
- R4 2.0l Turbo 217 KM
- R4 1.5l PHEV 187 KM

## Druga generacja

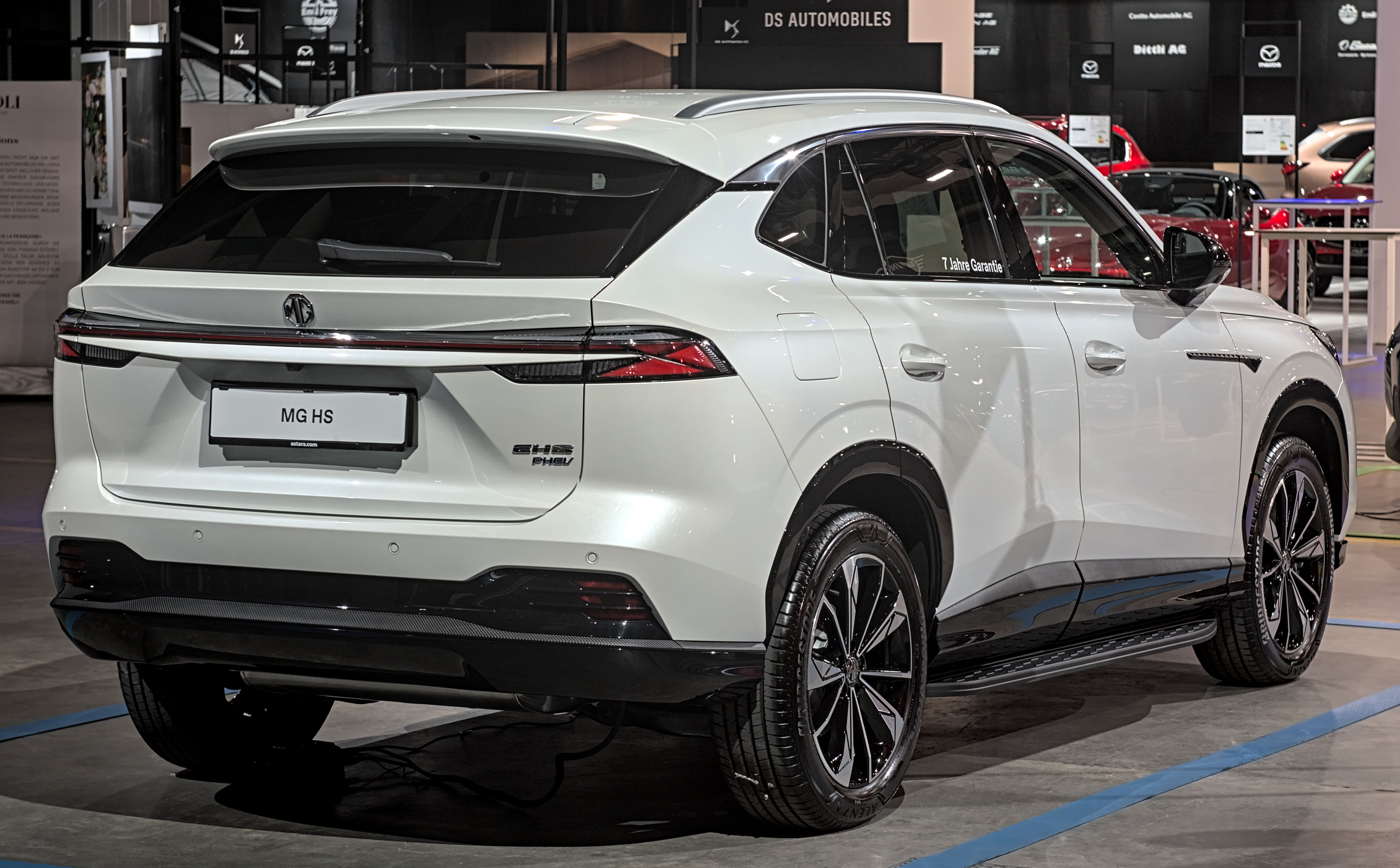
MG HS II PHEV - tył

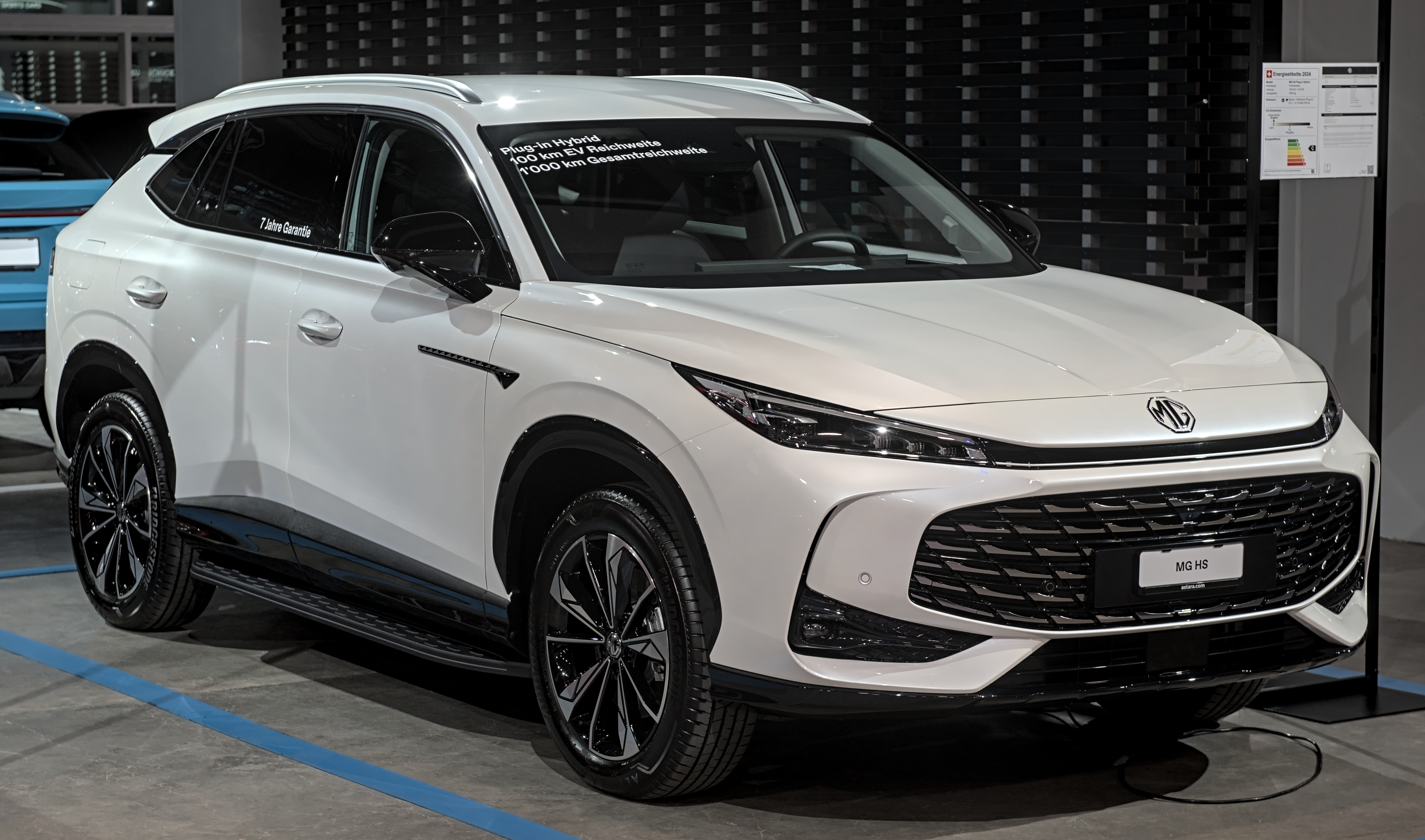
MG HS II PHEV

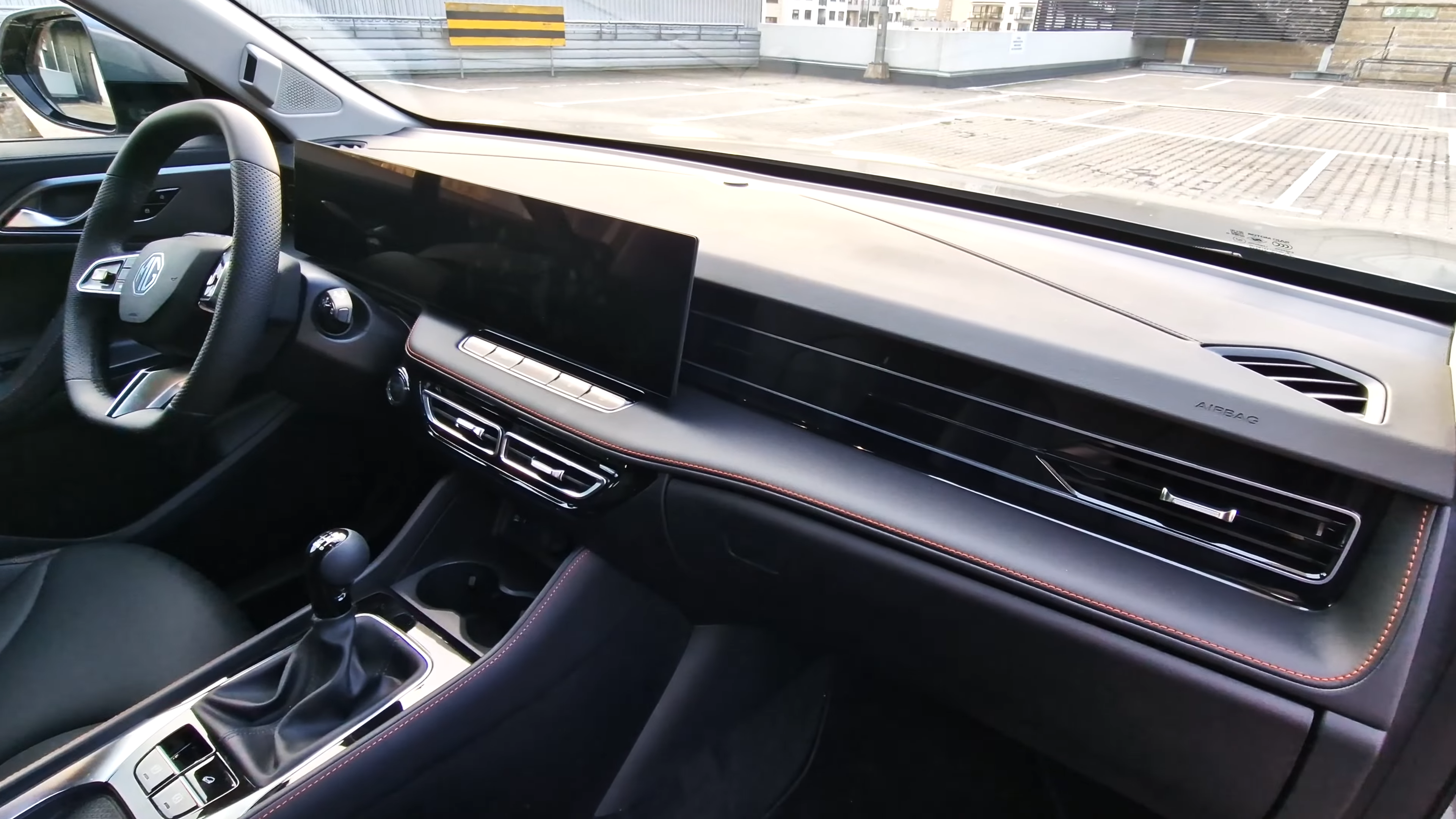
MG HS II - kokpit

MG HS II został zaprezentowany po raz pierwszy w 2024 roku.
Po 6 latach rynkowej obecności, MG Motor wykorzystało kolejną generację SUV-a RX5 bratniego Roewe do zbudowania drugiego wcielenia HS. Samochód w obszernym zakresie odtworzył cechy stylistyczne bliźniaczego odpowiednika, wyróżniając się smuklejszą i masywniejszą sylwetką z charakterystycznym, sześciokątnym wlotem powietrza dominującym przód oraz wysoko osadzonymi reflektorami o podłużnym kształcie. Łagodnie opadającą linię dachu połączono z wysoko poprowadzoną linią szyb i tylną listwą świetlną. W przeciwieństwie do Roewe, MG HS drugiej generacji zyskało jednak klasyczne, zewnętrzne klamki.
W stosunku do poprzednika, druga generacja MG HS zachowała podobne wymiary zewnętrzne, z nieznacznie dłuższym i szerszym nadwoziem. Zmianę w proporcjach zapewniło za to obniżenie wysokości całkowitej. MG Motor zdecydowało się opracować własny projekt deski rozdzielczej, odrzucając futurystyczną koncepcję Roewe. W zamian deska rozdzielcza zyskała dwa, sąsiadujące ze sobą ekrany o przekątnej 12,3 cala pełniące kolejno funkcję cyfrowych zegarów oraz centralnego systemu multimedialnego. Na konsoli centralnej znalazły się także konwencjonalne przyciski, a w tunelu środkowym - uchwyty na kubki oraz ładowarka indukcyjna do smartfona. Bagażnik powiększono o 44 litry, do wartości 507 litrów.
Do napędu MG HS drugiej generacji, podobnie jak dotychczas, przewidziano dwie opcje do wyboru. Podstawowy wariant zyskał turbodoładowany silnik benzynowy o mocy 169 KM i 275 Nm maksymalnego momentu obrotowego, który połączono z 6-stopniową manualną skrzynią biegów lub 7-stopniową dwusprzęgłową przekładnią automatyczną. Ponadto, na szczycie gamy ponownie znalazła się hybrydowa odmiana typu plug-in łącząca 1,5 litrowy silnik benzynowy o mocy 142 KM z 209-konnym silnikiem elektrycznym. Dzięki akumulatorowi o pojemności 24,7 kWh samochód ma pozwalać na maksymalnie 121 kilometrów zasięgu w trybie elektrycznym.

### Sprzedaż
Podobnie jak poprzednik, druga generacja MG HS powstała z myślą o globalnych rynkach zbytu, na czele z regionem Europy Zachodniej i Środkowo-Wschodniej. W pierwszej kolejności uruchomiono sprzedaż w Wielkiej Brytanii, co miało miejsce tuż po premierze na Goodwood Festival of Speed w połowie lipca 2024.

### Silniki
- R4 1.5l T-GDI 169 KM
- R4 1.5l PHEV 300 KM